# Macalpinomyces effusus
Macalpinomyces effusus är en svampart som först beskrevs av Syd. & P. Syd., och fick sitt nu gällande namn av Vánky 1997. Macalpinomyces effusus ingår i släktet Macalpinomyces och familjen Ustilaginaceae.   Inga underarter finns listade i Catalogue of Life.